# رالي ليبيا
رالي ليبيا هو مسابقة نُظمت أول نسخة منها في مارس 2008 تحت اسم (رالي تحدي الصحراء الليبية). وقد جرى تنظيمه في السنوات الأولى أما الآن فإن الرالي متوقف منذ اندلاع الحرب في ليبيا سنة 2011 لأسباب أمنية.

## سجل الأبطال
- نسخة تحدي الصحراء الليبية 2008 :

(الدراجات النارية):
1. هوبرت ديتريو (Hubert Deltrieu) من (فرنسا) - المرتبة الأولى.
2. برام فان دروب من (Bram Van Dorp) (هولندا) - المرتبة الثانية.
3. جان ميشيل ريدول (Jean-Michel Redal) من (فرنسا) - المرتبة الثالثة.

- نسخة الصحراء الليبية سنة 2009 :

فئة (سيارات 4*4):
1. ماريو مورو وفرانكو جاليجيولي (Mario Moro & Franco Gallegiole) من (إيطاليا).
2. ديفيد جيوفينيتي وداريو فافيرو (David Giovanetti & Dario Faverro) من (إيطاليا).
3. توفيق الشريف وسالم الصاوي (Salim Alsawi & Tofek Alshref) من (ليبيا).

فئة (الدراجات النارية):
1. فيليم جاكيه (Willem Jacquet) من هولندا.
2. ألبيرتوروزا (Alberto Rosa) من إيطاليا.
3. إيليو مورو (Elio Moro) من إيطاليا.

فئة Quads :
1. جانميشيل ريدول (Jean-Michel Redal) من فرنسا.
2. بيتروفوليانو (Pietro Fogliano) من إيطاليا.
3. دانييل تروزيه (Daniël Trotzier) من فرنسا.

- نسخة الصحراء الليبية 2010 :

فئة السيارات والعربات:
1. ويسلي دي Saedeleer (بلجيكا).
2. دانييل دي Schepper (بلجيكا).
3. سورين باخ (الدانمارك).

فئة الشاحنات:
1. بول كريتز (ألمانيا) - الشاحنة مان.

فئة الدراجات النارية:
1. فييل فوترز من هولندا.
2. غاستون فيرون من هولندا.
3. رويل فان هيست من هولندا.

فئة Quads :
1. نيكولاس بوجول - فرنسا.
2. مايكل زابو - رومانيا.
3. آلان كوس - فرنسا.

- 2011 :

أُلغي الرالي بسبب الحرب في ليبيا.
- رالي ليبيا ينتقل إلى تونس في نسخته 2012 ليصبح الرالي في المنفى:

فئة سيارات (4*4):
1. فيليم كين وجوس سكوتانوس - هولندا.
2. كيرت كيسيرس وجان بيير جاكون - بلجيكا.
3. فينسنت ثايس وروث براندس - بلجيكا.

فئة دراجات نارية وQuads :
1. آليكس فان غينكل - هولندا.
2. Jeroen Van Oers - هولندا.
3. Guido Slaats - هولندا.